# Grundlinien der Philosophie des Rechts
Grundlinien der Philosophie des Rechts (”Rättsfilosofins grundlinjer”) är ett rättsfilosofiskt verk av Georg Wilhelm Friedrich Hegel, publicerat år 1820. Det är Hegels mest uttömmande redogörelse för hans juridiska, moraliska, sociala och politiska filosofi. Juridiken är för Hegel hörnstenen i den moderna staten. Därför kritiserade han Karl Ludwig von Hallers Restauration der Staatswissenschaft, i vilken den senare hävdade att lagen var oväsentlig eftersom naturrätten och den starkes rätt var tillräcklig (§ 258). Frånvaron av lag karakteriserade för Hegel despotism, oavsett om den var tyrannisk eller oklokratisk (§278).

## Sammanfattning
Grundlinien der Philosophie des Rechts inleds med en diskussion om begreppet fri vilja och hävdar att den fria viljan bara kan förverkligas i de komplicerade sociala sammanhangen av äganderätt, avtal, moraliska åtaganden, familjeliv, ekonomi, rättssystem och politik. En person är inte riktigt fri, med andra ord, om han inte är deltagare i alla dessa olika aspekter av statens liv.
Huvuddelen av boken ägnas åt att diskutera Hegels tre sfärer av "rätt", var och en mera omfattande än de föregående och innefattande dem. Den första sfären är abstrakt rätt, där Hegel diskuterar idén om "icke-intervention" som ett sätt att respektera andra. Han anser emellertid att detta är otillräckligt och går över till den andra sfären, moralen (Moralität). Under detta föreslår Hegel att människor reflekterar sin egen subjektivitet hos andra för att respektera dem. Den tredje sfären, det etiska livet (Sittlichkeit), är Hegels kombination av individuella subjektiva känslor och universella föreställningar om rätt. Under det etiska livet inleder Hegel sedan en lång diskussion om familjen, civilsamhället och staten.
Hegel hävdar även att staten själv är underordnad världshistoriens högre helhet, i vilken enskilda stater uppstår, kommer i konflikt med varandra och så småningom faller. Historiens gång anses gå mot det ständigt ökande förverkligandet av friheten; varje på varandra följande historisk epok korrigerar vissa misslyckanden hos de tidigare.